# Mount Combs
Mount Combs är ett berg i Antarktis. Det ligger i Västantarktis. Chile och Storbritannien gör anspråk på området. Toppen på Mount Combs är 469 meter över havet.
Terrängen runt Mount Combs är lite kuperad. Trakten är obefolkad. Det finns inga samhällen i närheten.